# Qionghai
Qionghai en stad på häradsnivå i Hainan-provinsen i sydligaste Kina. Den ligger omkring 93 kilometer söder om provinshuvudstaden Haikou. 